# Delfts tekniska universitet

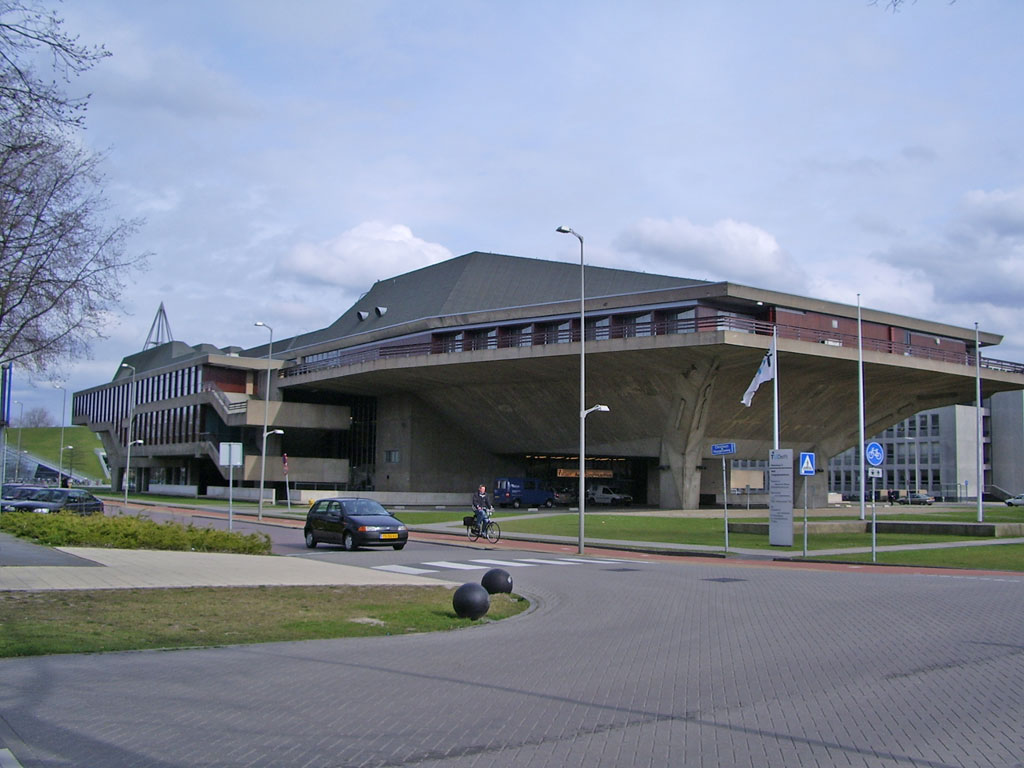
Universitetets aula.

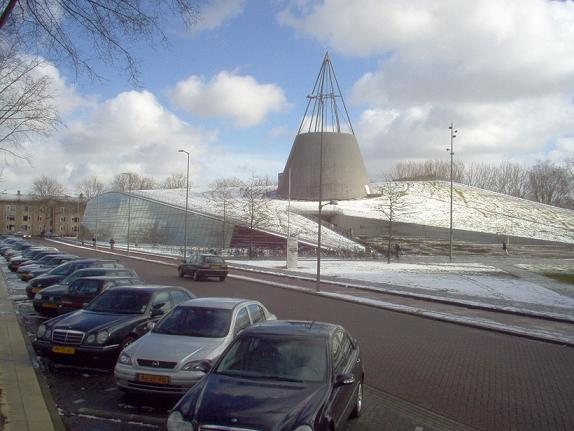
Universitetsbiblioteket.

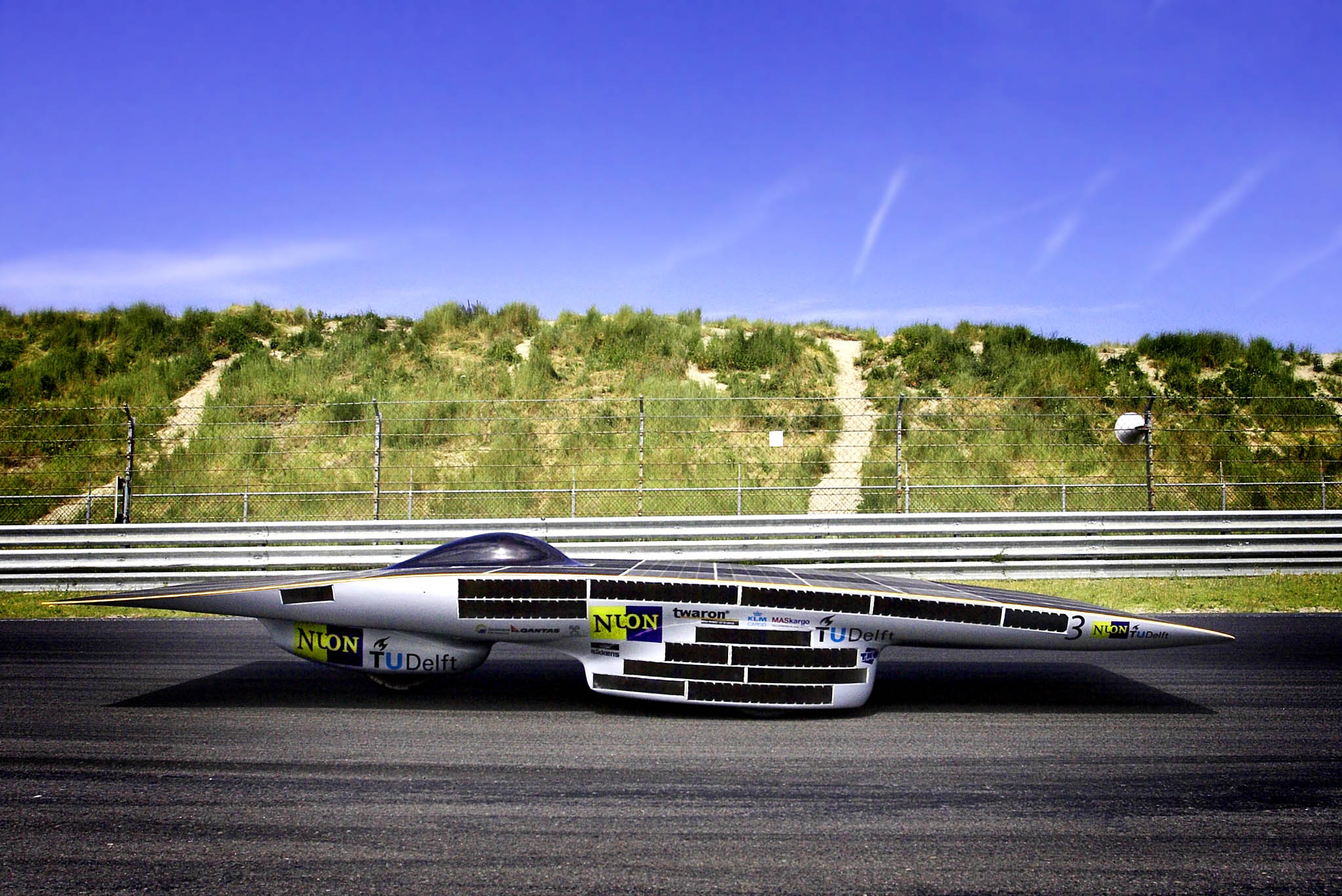
Solcellsdrivna experimentfordonet Nuna 3, byggt av studenter vid TU Delft.

Delfts tekniska universitet (nederländska: Technische Universiteit Delft, TU Delft, till 1986: Technische Hogeschool van Delft) är Nederländernas äldsta och största tekniska universitet, beläget i Delft. Universitetet, som grundades 1842, har idag[när?] över 13 000 studenter och 2 100 forskare (inkluderat 200 professorer). Universitetet är medlem i IDEA League.
På universitetet finns ett flertal studentkårer och studentföreningar.

## Några kända professorer
- Martinus Willem Beijerinck
- Johannes Bosscha
- Jacob Leonard de Bruyn Kops
- Albert Kluyver
- Ralph Kronig
- Heike Kamerlingh Onnes
- Hendricus Gerardus van de Sande Bakhuyzen
- Hermann Vogelsang
- Torsten Wikén